# 鮫島大史
鮫島 大史（さめじま だいし、1973年9月18日 - ）は、青森放送のアナウンサー。愛称は「鮫ちゃん」。

## 来歴
東京都日野市出身。立命館大学法学部を卒業後、1996年に青森放送に入社。同期に元同局アナウンサーの荒井英子がいる。
2004年10月に新潟県中越地震が起きた際に、NNN取材団の一員として現地に派遣された。
2022年4月3日から2023年3月26日までRABラジオにて、冠番組『鮫ちゃんのおさんぽ日曜日』（八戸支社製作）が放送された。

## 現在の担当番組

### テレビ
- 東奥日報ニュース
- 大好き、青森県。（不定期）

### ラジオ
- 東奥日報ニュース
- RABニュースレーダー（不定期）
- RAB 月曜夜話
- 青森県民駅伝競走大会（ラジオセンター実況） - 記者専任時代にも担当。
- 農事情報〜これからの栽培・生産〜
- 麻生しおりの土曜はキュン（2018年4月7日 - ）
- 朝わい!くりっぷ（2023年4月4日 - ）

## 過去の担当番組

### テレビ
- 出会いふれあい生テレビ（青森駅中継）
- RABニュースレーダー（2001年4月 - 2004年9月にはメインキャスター、2011年6月27日・7月1日と2013年6月下旬には菅原厚のリリーフで出演。2018年以降も継続）
- 活彩あおもり（不定期ナレーター）

### ラジオ
- さめちゃんの働いてナンボ
- さめちゃんの映画人生
- ウイークリートピックス（第1期：1999年 - 2001年、第2期：2005年度）
- おはようワイドあおもり
- あおもりTODAY（火曜担当）
- 作って、売って、味わって!青森未来の農林水産業（2013年9月 - 2014年3月）
- アディーレ身近な法律ミニ知識（『GO!GO!らじ丸』内 毎月最終火曜日のコーナー）
- 卍の城物語
- こちら松森一丁目らじお倶楽部
- まるごと歌謡曲!
- 平成アニメ合戦アスパム
- 朝ワイ!ダッシュ（2016年4月4日 - 2023年3月31日）[注 2]
- 鮫ちゃんのおさんぽ日曜日（2022年4月3日 - 2023年3月26日）